# A che ora è la fine del mondo? (singolo)
A che ora è la fine del mondo? è la cover in lingua italiana di un brano musicale dei R.E.M. intitolato It's the End of the World as We Know It (And I Feel Fine) del 1987, arrangiata ed interpretata da Luciano Ligabue e inserita nell'album omonimo A che ora è la fine del mondo? del 1994. È anche il primo singolo estratto da quest'album.

## Il testo
Non si tratta di una traduzione del brano originale, ma Ligabue stesso racconta di aver scritto il testo in italiano mentre ascoltava e provava a suonare la versione dei R.E.M.
L'ispirazione viene, per entrambe le canzoni, dalle innumerevoli telefonate che giunsero al centralino del New York Times dopo la famosa trasmissione radio di Orson Welles su La guerra dei mondi, che scatenò nel 1938 il panico negli Stati Uniti. In particolare, dalla chiamata di un uomo che chiese seriamente: A che ora è la fine del mondo?.
Nella trasmissione MTV Storytellers del 6 febbraio 2006, l'artista ha precisato che l'idea di sostituire il testo nacque dal discorso iniziale della prima legislatura di Silvio Berlusconi, in cui il premier negava che i media di sua proprietà avessero potuto agevolare la vittoria elettorale di Forza Italia. Ligabue si dichiarò sempre perplesso a proposito del fatto che il partito di Berlusconi, partendo da zero suffragi, avesse potuto arrivare ad ottenere subito una maggioranza relativa.
Il contenuto della canzone diventa così una satira alla televisione italiana, in cui il cantautore prova a immaginare la situazione che si verrebbe a creare se la fine del mondo accadesse ai giorni nostri, con la gente che piuttosto di godersi gli ultimi giorni di vita preferirebbe assistere allo "spettacolo" da casa, seduta in poltrona davanti alla televisione.

## La musica
Rispetto all'originale dei R.E.M., di cui è mantenuta grosso modo l'orchestrazione, è presente un maggior utilizzo di chitarra elettrica e tastiera. La seconda voce, ascoltabile soprattutto nel ritornello finale posso salutar..., è quella del tastierista Gianfranco Fornaciari, unico membro dei Clan Destino a partecipare al pezzo, in cui per l'occasione collaborano invece altri musicisti
(una prima versione, eseguita dall'intera band, non venne scelta per l'incisione).

## Il video musicale
- Videoclip ufficiale, su YouTube. URL consultato il 4 gennaio 2015.

Il videoclip è stato inserito nei DVD Primo tempo del 2007 e Videoclip Collection del 2012, quest'ultimo distribuito solo nelle edicole.

## Tracce
CD singolo promo (Warner Bros. Records, PROMO 508)
1. A che ora è la fine del mondo? – 4:21 (testo: Luciano Ligabue – musica: Mike Mills, Bill Berry, Peter Buck, Michael Stipe)

## Formazione
- Luciano Ligabue - voce, chitarra
- Gianfranco Fornaciari (dei Clan Destino) - pianoforte, organo Hammond, seconda voce

### Ospiti
- Andrea Braido - chitarra elettrica
- Lele Melotti - batteria
- Davide Romani - basso